# Joseph Polidano
Joseph Polidano (* 8. Juni 1940 in Qormi) ist ein ehemaliger maltesischer Radrennfahrer.

## Sportliche Laufbahn
Polidano war Straßenradsportler und Teilnehmer der Olympischen Sommerspiele 1960 in Rom. Im olympischen Straßenrennen schied er aus. Im Mannschaftszeitfahren belegte Malta mit John Bugeja, Paul Camilleri und Joseph Polidano den 29. und damit vorletzten Platz.